# 1975年女子バスケットボール世界選手権
1975年女子バスケットボール世界選手権は、1975年にコロンビアで開催された女子バスケットボールの国際大会である女子バスケットボール世界選手権（第7回）。
日本が米国などを押し退けて1位でグループラウンドを通過、ファイナルラウンドではソ連に敗れたものの準優勝した。今日までのオリンピック・世界選手権において男女を通じ日本の最高成績である。生井けい子がMVPと得点王をダブル受賞した。
日本を破ったソ連が5連覇を達成。

## 最終成績
| 1975年世界選手権 優勝国: |
| ------------------------ |
| ソビエト連邦             |

| 順位 | 国               |
| ---- | ---------------- |
| 2    | 日本             |
| 3    | チェコスロバキア |
| 4    | イタリア         |
| 5    | 韓国             |
| 6    | メキシコ         |
| 7    | コロンビア       |
| 8    | アメリカ合衆国   |
| 9    | ハンガリー       |
| 10   | オーストラリア   |
| 11   | カナダ           |
| 12   | ブラジル         |
| 13   | セネガル         |